# JoJo (album)
JoJo este albumul de debut al cântăreței de origine americană JoJo.

## Ordinea pieselor pe disc
1. Breezy – 3:15
2. Baby It's You – 3:11
3. Not That Kinda Girl – 3:27
4. The Happy Song – 3:59
5. Homeboy – 3:35
6. City Lights – 4:54
7. Leave (Get Out) – 4:02
8. Use My Shoulder – 3:43
9. Never Say Goodbye – 3:51
10. Weak – 4:50
11. Keep on Keepin' On – 3:15
12. Sunshine – 3:07
13. Yes or No – 3:14
14. Fairy Tales – 3:45

## Extrase pe single
- 2004: Leave (Get Out)
- 2004: Baby It's You
- 2005: Not That Kinda Girl

## Clasamente
| Clasament (2008)                      | Poziția de vârf |
| ------------------------------------- | --------------- |
| Australian ARIA Albums Chart          | 86              |
| Canadian Albums Chart                 | 23              |
| French SNEP Albums Chart              | 62              |
| German Albums Chart                   | 54              |
| IrlandaIrish Albums Chart             | 70              |
| Italian FIMI Albums Chart             | 44              |
| Japanese Oricon Albums Chart          | 30              |
| New Zealand RIANZ Albums Chart        | 36              |
| Polish Albums Chart                   | 47              |
| Portuguese Albums Chart               | 30              |
| Swiss Albums Chart                    | 30              |
| UK Albums Chart                       | 22              |
| U.S. Billboard 200                    | 4               |
| U.S. Billboard Top R&B/Hip-Hop Albums | 10              |